# Кемпбеллтон
Кемпбеллтон (англ. Campbellton) — місто в Канаді, у провінції Нью-Брансвік, у складі графства Рестіґуш.

## Населення
За даними перепису 2016 року, місто нараховувало 6883 особи, показавши скорочення на 6,8%, порівняно з 2011-м роком. Середня густина населення становила 370,5 осіб/км².
З офіційних мов обидвома одночасно володіли 3 920 жителів, тільки англійською — 1 860, тільки французькою — 680. Усього 120 осіб вважали рідною мовою не одну з офіційних, з них 10 — одну з корінних мов, а 5 — українську.
Працездатне населення становило 53% усього населення, рівень безробіття — 11% (12% серед чоловіків та 10,1% серед жінок). 92,9% осіб були найманими працівниками, а 5,3% — самозайнятими.
Середній дохід на особу становив $34 736 (медіана $25 766), при цьому для чоловіків — $39 533, а для жінок $30 674 (медіани — $30 155 та $23 025 відповідно).
24,9% мешканців мали закінчену шкільну освіту, не мали закінченої шкільної освіти — 26,6%, 48,4% мали післяшкільну освіту, з яких 25% мали диплом бакалавра, або вищий, 10 осіб мали вчений ступінь.
| Статево-вікова структура населення | Статево-вікова структура населення | Статево-вікова структура населення | Статево-вікова структура населення | Статево-вікова структура населення |
| ---------------------------------- | ---------------------------------- | ---------------------------------- | ---------------------------------- | ---------------------------------- |
|                                    |                                    |                                    |                                    |                                    |
| Всього                             | Всього                             | 46,7%53,3%                         |                                    |                                    |
| 0 — 14 років                       | 0 — 14 років                       |                                    | 12,9%                              | 12,9%                              |
| 15 — 64 років                      | 15 — 64 років                      |                                    | 60,9%                              | 60,9%                              |
| 65 і більше                        | 65 і більше                        |                                    | 26,2%                              | 26,2%                              |
| 85 і більше                        | 85 і більше                        |                                    | 3,9%                               | 3,9%                               |
| 100 і більше                       | 100 і більше                       |                                    | 0,1%                               | 0,1%                               |
| Середній вік (років)               | Середній вік (років)               | 45,649,5                           | 47,7                               | 47,7                               |
| Медіана (років)                    | Медіана (років)                    | 50,352,8                           | 51,6                               | 51,6                               |
| — чоловіки — жінки                 |                                    |                                    |                                    |                                    |

| Походження мешканців:     | Походження мешканців:     | Походження мешканців: | Походження мешканців: | Походження мешканців: |
| ------------------------- | ------------------------- | --------------------- | --------------------- | --------------------- |
| Походження                |                           |                       | осіб                  | %                     |
| Корінні американці        | Корінні американці        |                       | 540                   | 8.48%                 |
| Інше північноамериканське | Інше північноамериканське |                       | 4 175                 | 65.54%                |
| Європейське               | Європейське               |                       | 3 390                 | 53.22%                |
| британське                | британське                |                       | 2 105                 | 33.05%                |
| французьке                | французьке                |                       | 1 955                 | 30.69%                |
| Латинськоамериканське     | Латинськоамериканське     |                       | 10                    | 0.16%                 |
| Карибське                 | Карибське                 |                       | 65                    | 1.02%                 |
| Африканське               | Африканське               |                       | 95                    | 1.49%                 |
| Азійське                  | Азійське                  |                       | 115                   | 1.81%                 |

| Зайнятість населення за галузями (за класифікацією NOC): | Зайнятість населення за галузями (за класифікацією NOC): | Зайнятість населення за галузями (за класифікацією NOC): | Зайнятість населення за галузями (за класифікацією NOC): | Зайнятість населення за галузями (за класифікацією NOC): |
| -------------------------------------------------------- | -------------------------------------------------------- | -------------------------------------------------------- | -------------------------------------------------------- | -------------------------------------------------------- |
|                                                          |                                                          |                                                          |                                                          |                                                          |
| Управління                                               | Управління                                               |                                                          | 10,3%                                                    | 10,3%                                                    |
| Бізнес, фінанси та адміністрування                       | Бізнес, фінанси та адміністрування                       |                                                          | 12,3%                                                    | 12,3%                                                    |
| Природничі та прикладні науки                            | Природничі та прикладні науки                            |                                                          | 2,6%                                                     | 2,6%                                                     |
| Охорона здоров'я                                         | Охорона здоров'я                                         |                                                          | 15,9%                                                    | 15,9%                                                    |
| Освіта, правозахист, муніципальні та урядові служби      | Освіта, правозахист, муніципальні та урядові служби      |                                                          | 11,2%                                                    | 11,2%                                                    |
| Мистецтво, культура, відпочинок та спорт                 | Мистецтво, культура, відпочинок та спорт                 |                                                          | 1,9%                                                     | 1,9%                                                     |
| Роздрібна торгівля та послуги                            | Роздрібна торгівля та послуги                            |                                                          | 29,4%                                                    | 29,4%                                                    |
| Гуртова торгівля, транспорт та обладнання                | Гуртова торгівля, транспорт та обладнання                |                                                          | 10,9%                                                    | 10,9%                                                    |
| Природні ресурси, сільське господарство                  | Природні ресурси, сільське господарство                  |                                                          | 1,2%                                                     | 1,2%                                                     |
| Виробництво                                              | Виробництво                                              |                                                          | 4,4%                                                     | 4,4%                                                     |

## Клімат
Середня річна температура становить 3,5°C, середня максимальна – 21,7°C, а середня мінімальна – -18,6°C. Середня річна кількість опадів – 1 051 мм.
| Клімат поселення                              | Клімат поселення | Клімат поселення | Клімат поселення | Клімат поселення | Клімат поселення | Клімат поселення | Клімат поселення | Клімат поселення | Клімат поселення | Клімат поселення | Клімат поселення | Клімат поселення | Клімат поселення |
| Показник                                      | Січ.             | Лют.             | Бер.             | Квіт.            | Трав.            | Черв.            | Лип.             | Серп.            | Вер.             | Жовт.            | Лист.            | Груд.            |                  |
| Середній максимум, °C                         | −6,66            | −5,67            | 0,62             | 7,81             | 15,06            | 20,85            | 21,67            | 20,77            | 15,81            | 9,80             | 3,59             | −4,2             |                  |
| Середня температура, °C                       | −12,61           | −11,62           | −5,31            | 1,84             | 9,11             | 14,89            | 18,10            | 17,19            | 12,24            | 6,23             | 0,00             | −7,81            |                  |
| Середній мінімум, °C                          | −18,56           | −17,58           | −11,3            | −4,11            | 3,15             | 8,95             | 14,52            | 13,59            | 8,65             | 2,65             | −3,57            | −11,36           |                  |
| Норма опадів, мм                              | 82               | 62               | 71               | 72               | 95               | 92               | 107              | 102              | 91               | 96               | 92               | 89               |                  |
| Середньомісячна швидкість вітру, м/с          | 5.06             | 4.96             | 4.86             | 4.56             | 4.24             | 3.98             | 3.60             | 3.66             | 4.00             | 4.48             | 4.78             | 4.99             |                  |
| Середньомісячна сонячна радіація, кДж/м²·день | 4776             | 8174             | 12117            | 15617            | 18489            | 20285            | 19585            | 17133            | 12411            | 7551             | 4433             | 3541             |                  |
| --------------------------------------------- | ---------------- | ---------------- | ---------------- | ---------------- | ---------------- | ---------------- | ---------------- | ---------------- | ---------------- | ---------------- | ---------------- | ---------------- | ---------------- |
| Джерело:                                      |                  |                  |                  |                  |                  |                  |                  |                  |                  |                  |                  |                  |                  |